# ROVA
ROVA is een afvalverwerkingsbedrijf in Midden- en Oost-Nederland.
ROVA is opgericht in 1996 door de 21 samenwerkende toenmalige gemeenten in de regio IJssel-Vecht. Als over het bedrijf gesproken wordt wordt meestal gezegd ‘de ROVA’.
ROVA is een acroniem voor 'Regionaal Orgaan Verwijdering Afvalstoffen'.
De ROVA werkt in 23 gemeenten, verdeeld over een werkgebied van drie regio’s, IJssel-Vecht, Achterhoek-Twente en Eemland:
| IJssel-Vecht: - Dalfsen - Hardenberg - Hattem - Heerde - Kampen - Olst-Wijhe - Ommen - Raalte | - Staphorst - Steenwijkerland - Urk - Zwartewaterland - Zwolle Eemland: - Amersfoort - Bunschoten - Woudenberg | Achterhoek-Twente: - Aalten - Dinkelland - Oost Gelre - Tubbergen - Twenterand - Westerveld - Winterswijk |

De organisatie heeft de volgende taken: 
- verstrekken van afvaladvies
- voorlichting aan scholen en burgers
- verzamelpunten voor diverse afvalstromen
- ophaaldienst van huishoudelijk afval
- beheer openbare ruimten

De ROVA heeft vestigingen in Zwolle, Rheezerveen, Raalte, Steenwijk, Winterswijk en Amersfoort. Daarnaast is ROVA eigenaar van de stortplaats Bovenveld bij Hardenberg.